# Rosina Lawrence
Rosina Lawrence (* 30. Dezember 1912 in Ottawa, Kanada; † 23. Juni 1997 in New York City, New York) war eine kanadisch-amerikanische Schauspielerin, Sängerin und Tänzerin. Sie spielte in 30 Filmen zwischen 1924 und 1939, hauptsächlich in den Komödien von Hal Roach.

## Leben
Der Einstieg in die Filmindustrie wurde Lawrence durch ihren Vater erleichtert, der als Bühnenbildner bei Filmen arbeitete. Sie drehte ihren ersten Film bereits mit 13 Jahren, trat aber zunächst nur vereinzelt in Filmen auf. Sie trat als Sängerin, Schauspielerin und Tänzerin in verschiedenen Clubs, Musicals und Stücken auf. Im Alter von 20 Jahren nahm 20th Century Fox sie unter Vertrag. In den folgenden Jahren spielte sie vor allem in den Komödien von Hal Roach. So trat die gutaussehende Blondine als Lehrerin Miss Lawrence in mehreren Kurzfilmen der Kleinen Strolche auf. 1937 verkörperte sie in der Komödie Pick a Star eine junge Frau, die in Hollywood auf dem Weg zum Star ist.
Sie war ebenfalls an der Seite von Laurel und Hardy in drei Filmen zu sehen, darunter in Zwei ritten nach Texas als armes Küchenmädchen Mary Roberts, die von ihrem verstorbenen Vater eine Goldmine geerbt hat. Neben ihrer Filmkarriere arbeitete Lawrence weiterhin als Tänzerin und Sängerin, so synchronisierte sie Stan Laurels Sopranstimme im Lied The Trail of the Lonesome Pine in Zwei ritten nach Texas. Ihre letzte Rolle hatte sie 1939 in der italienischen Komödie In campagna è caduta una stella, wo sie einen amerikanischen Filmstar spielt, der für große Aufregung sorgt, als sie in einer italienischen Kleinstadt strandet.
1939 heiratete sie Juvenal P. Marchisio. Sie zog sich anschließend aus dem Schauspielgeschäft zurück und war fortan Hausfrau. Nachdem ihr Ehemann im Jahr 1973 verstorben war, wurde sie 1980 Ehrenmitglied im Laurel-und-Hardy-Fanclub „Sons of the Desert“. Im Alter von 74 Jahren heiratete sie 1987 John McCabe (1920–2005), ein wichtiges Mitglied des Fanclubs und Autor eines Buches über das Komikerduo. Die Ehe hielt bis zu Lawrences Tod infolge einer Krebserkrankung zehn Jahre später. Nach ihrem Tod wurden Rosina Lawrences Überreste verbrannt.

## Filmografie
- 1924: A Lady of Quality
- 1927: The Angel of Broadway
- 1929: Broadway
- 1930: Paramount-Parade (Paramount on Parade)
- 1931: Ein Yankee am Hofe des Königs Artus (A Connecticut Yankee)
- 1932: Dance Team
- 1932: Disorderly Conduct
- 1935: Die öffentliche Meinung (Reckless)
- 1935: $10 Raise
- 1935: Welcome Home
- 1935: Music Is Magic
- 1935: Your Uncle Dudley
- 1936: Charlie Chans Geheimnis (Charlie Chan’s Secret)
- 1936: Der große Ziegfeld (The Great Ziegfeld)
- 1936: On the Wrong Trek
- 1936: Arbor Day
- 1936: Neighborhood House
- 1936: Bored of Education
- 1936: Das Feuerwerk geht los (Two Too Young)
- 1936: Mister Cinderella
- 1936: Was für ein Zirkus! (Spooky Hooky)
- 1936: General Spanky
- 1936: Pan Handlers
- 1937: Spanky und Co. Show (Reunion in Rhythm)
- 1937: Willst du mein Valentin sein? (Hearts Are Thumps)
- 1937: Zwei ritten nach Texas (Way Out West)
- 1937: Sternschnuppen (Pick a Star)
- 1937: Nobody’s Baby
- 1937: Three Smart Boys
- 1937: Dick und Doof – Sternschnuppen (Pick a Star)
- 1939: In campagna è caduta una stella